# 伯洛伊特 (堪薩斯州)
伯洛伊特（英語：Beloit）是一個位於美國堪薩斯州米切爾縣的城市。同時該地也是米切爾縣的縣治。

## 地方資料
伯洛伊特的座標為39°27′46″N 98°06′34″W / 39.46278°N 98.10944°W，而該地的海拔高度為422米（即1385英尺）。根據2010年美國人口普查，該地共人口3404人，而該地的面積約為10.21平方千米。